# Kotlenska reka
Kotlenska reka (bulgariska: Котленска река) är ett vattendrag i Bulgarien.   Det ligger i regionen Sliven, i den centrala delen av landet, 260 km öster om huvudstaden Sofia.
I omgivningarna runt Kotlenska reka växer i huvudsak lövfällande lövskog. Runt Kotlenska reka är det ganska glesbefolkat, med 34 invånare per kvadratkilometer.